# Viña del Mar

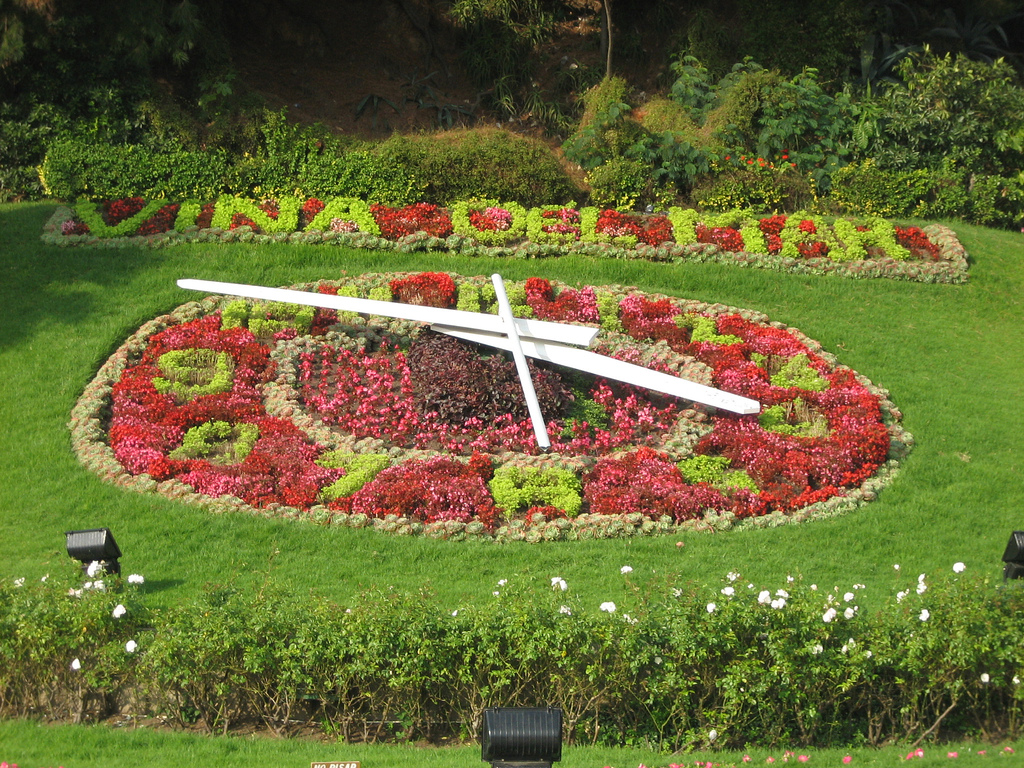
Die Blumenuhr

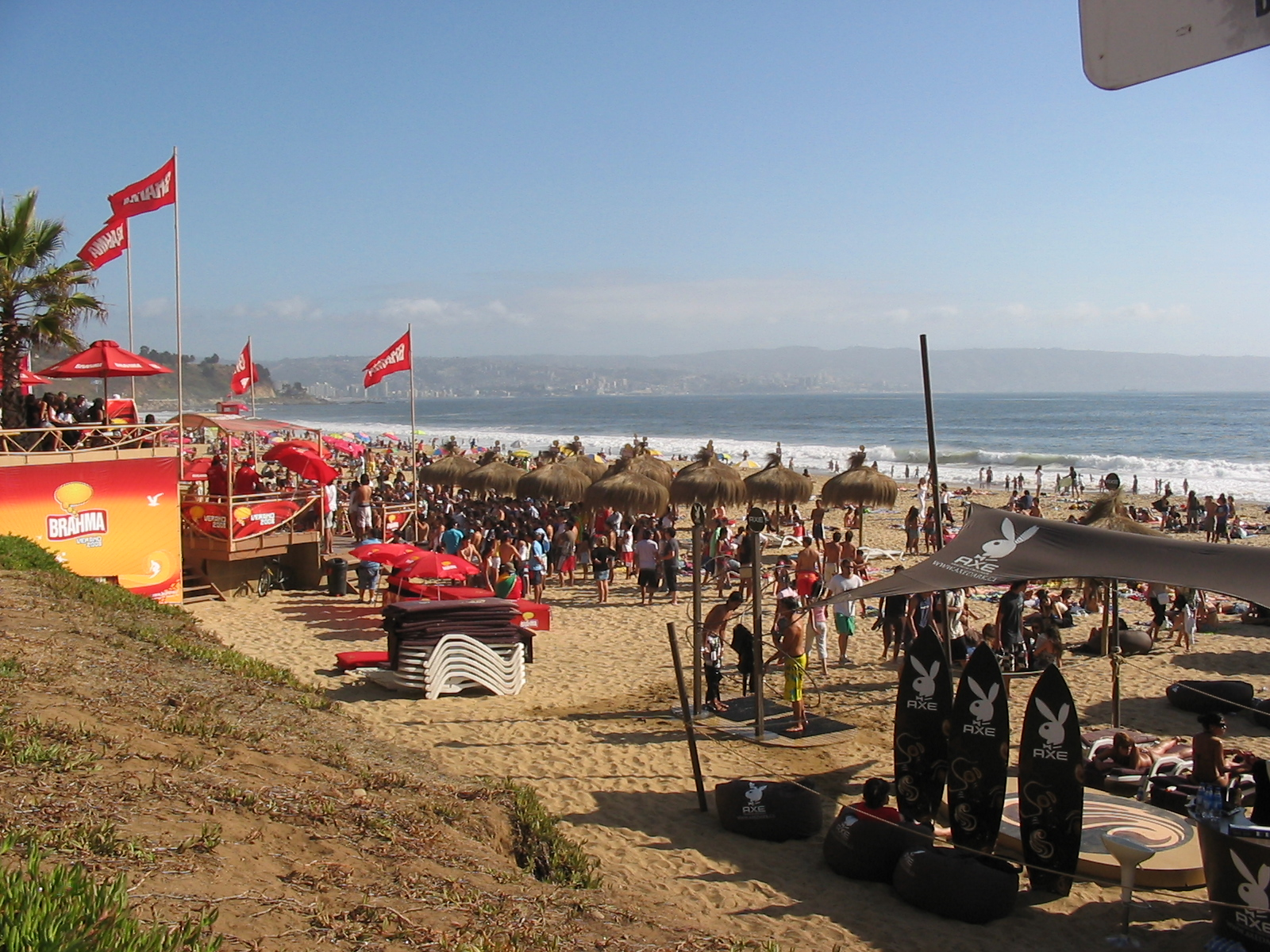
Strand von Reñaca

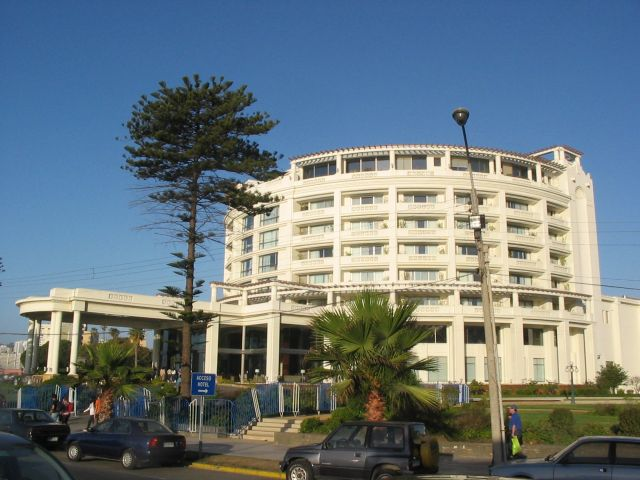
Casino von Viña

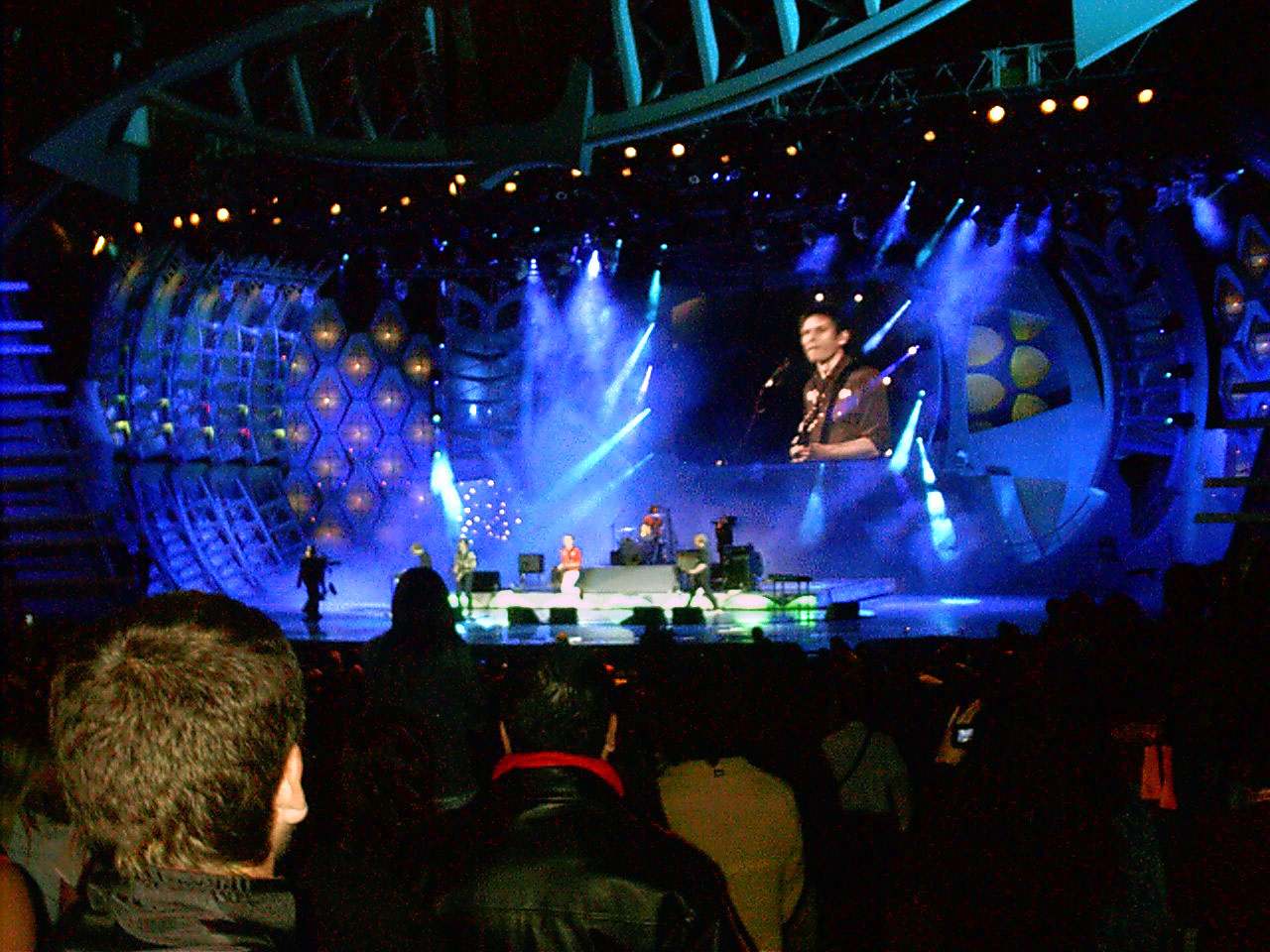
Festival auf der Freilichtbühne im Parque Quinta Vergara

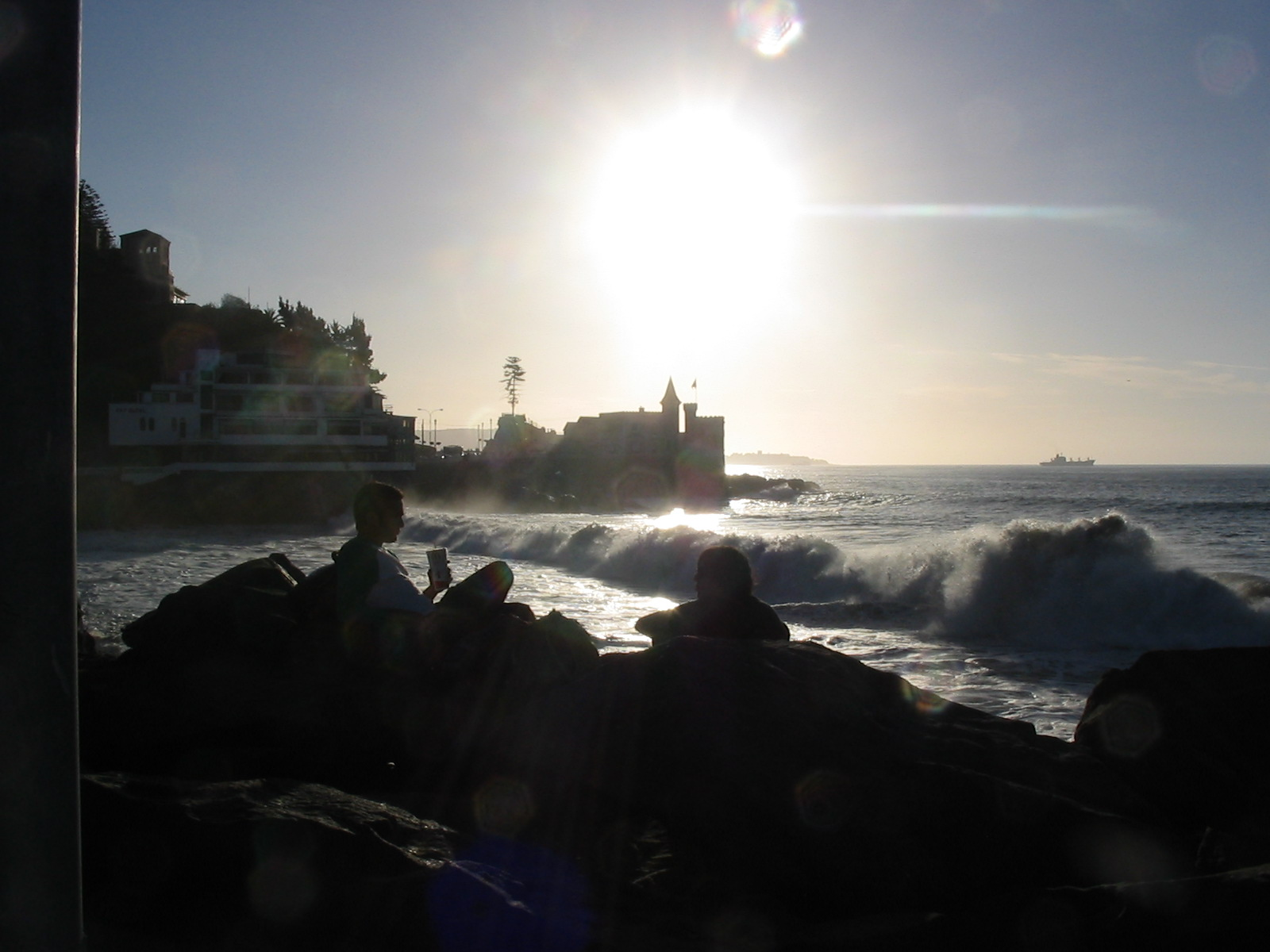
Schloss Wulff im Gegenlicht

Viña del Mar ist eine Stadt in Chile. Sie liegt in der Agglomeration Valparaíso und ist mit 334.248 Einwohnern die viertgrößte Stadt des Landes (Stand: 2017).
Die an einer Bucht des Pazifiks gelegene Stadt gilt als mondäner Urlaubsort.

## Geschichte
Die Stadt wurde von Pedro de Valdivia an der Stelle eines Weinbergs (spanisch viña) gegründet. Eigentlich trennte Valdivia zwei große Haciendas, die südliche hieß 'Viña de la Mar' und die nördliche 'Las Siete Hermanas'. 1855 wurde eine Eisenbahnstrecke zwischen Valparaíso und Viña del Mar eröffnet.
Viña del Mar erhielt erst am 30. Mai 1878 das Stadtrecht, bis dahin gehörte es zur Stadt Valparaíso. Am 16. August 1906 wurden beide Städte von einem schweren Erdbeben verwüstet.
1929 eröffnete Präsident Carlos Ibáñez del Campo in einer repräsentativ ausgebauten Villa auf dem Hügel Cerro Castillo das bis heute als Sommerresidenz genutzte Präsidentenpalais sowie die Spielbank von Viña an der Strandpromenade unmittelbar nördlich der Mündung des nur saisonal wasserführenden Flusses Marga-Marga.
Seit 1998 besteht die Escuela Popular de Artes.
| Jahr | Einwohnerzahl |
| ---- | ------------- |
| 1982 | 265.355       |
| 1992 | 285.454       |
| 2002 | 286.931       |
| 2017 | 334.248       |

## Wirtschaft
Viña lebt vor allem vom Tourismus und den damit verbundenen Dienstleistungen.

## Verkehr
Viña del Mar besitzt eine 1983 eröffnete Standseilbahn (Ascensor Villanelo), ähnlich den zahlreichen Standseilbahnen von Valparaíso.

## Kultur
Das Kulturleben in Viña ist ausgeprägt. Regelmäßig finden bekannte Festivals statt.
Seit 1960 findet das Lateinamerika weit bekannte Internationale Liedfestival im Februar auf einer Freilichtbühne im Stadtpark Quinta Vergara statt. Es gilt als eines der wichtigsten Musikfestivals in Lateinamerika.

## Tourismus
Die Stadt mit ihren Palmen und Sandstränden zieht besonders im Januar und Februar zahlreiche Besucher an. Einige Parkanlagen sorgen neben Diskotheken oder Kneipen sowie dem örtlichen Casino für Erholungsmöglichkeiten in dem von der Fremdenverkehrswerbung als „Gartenstadt“ (Ciudad Jardín) bezeichneten Ort.
Als touristische Punkte gelten der Botanische Garten (Jardín Bótanico) im Osten der Stadt, der Ausflugspark Parque Sausalito mit einem künstlichen See und die „Blumenuhr“ (Reloj de Flores), das Wahrzeichen Viñas am Fuß des Cerro Castillo („Schlossberg“).
Auf dem Cerro Castillo befindet sich die Sommerresidenz der chilenischen Präsidenten. Unterhalb des Hügels, unmittelbar am Meer, liegt eine von dem 1881 eingewanderten deutschstämmigen Industriellen Gustavo Adolfo Wulff Mowle (1849–1946) im Jahr 1908 errichtete und 1916 burgartig ausgebaute und mit Türmchen versehene, aktuell geschlossene Villa, genannt Castillo Wulff („Schloss Wulff“).
Im Norden von Viña, auf einem Hügel mit Aussicht auf die Stadt und das angrenzende Valparaíso, befindet sich der städtische Friedhof Santa Inés. Dort lag, bis zu seiner Umbettung in eine Präsidentengruft in Santiago de Chile im Jahr 1990, das Grab des 1973 von den Militärs gestürzten Präsidenten Salvador Allende (bis 1989 anonym ohne Namensnennung).
Während der Hauptsaison ist die Stadt, ebenso wie die im Norden angrenzenden Orte Reñaca und Concón, ein beliebter Badeort. Etwa beim Strand von Reñaca, entlang der Küstenlinie und oberhalb der bebauten Hügel, beginnen relativ große Dünen, die sich bis zu dem Ort Concón erstrecken. Als die schönsten Strände gelten Reñaca und Las Salinas. Die Fahnen an den Stränden signalisieren den Badegästen die Sicherheitslage: Rot bedeutet, dass die Wellen einen sehr starken Sog verursachen (Lebensgefahr).
Jedes Jahr findet hier von Ende Januar bis Anfang Februar ein ATP-Tennisturnier statt.

## Städtepartnerschaften
- Mar del Plata, Argentinien
- Sausalito, Kalifornien, USA

## Söhne und Töchter der Stadt
- Manuel Guerrero (1896–1947), Fußballspieler
- César Espinoza (1900–1956), Fußballspieler
- Alberto Hurtado (1901–1952), Jesuit und Heiliger der katholischen Kirche
- María Luisa Bombal (1910–1980), Schriftstellerin
- Jorge Guerra (1913–2003), Radrennfahrer
- Rosita Serrano (1914–1997), Sängerin
- Patricio Aylwin (1918–2016), Politiker und Staatspräsident von Chile
- Teresa Hamel (1918–2005), Schriftstellerin
- Juan Alcántara (1920–2002), Fußballspieler
- Carlos Botto Vallarino (1923–2004), Komponist und Musikpädagoge
- Augusto Arenas (1929–2015), Fußballspieler
- Jesús Picó (1935–1993), Fußballspieler
- Gloria Münchmeyer (* 1938), Film-, Theater- und Fernsehschauspielerin
- Erich Wehrhahn (* 1939), Professor für Elektrotechnik in Erlangen
- Daniel Escudero (1941–2021), Fußballspieler
- Juan Olivares (* 1941), Fußballspieler
- Moisés Silva (* 1941), Fußballspieler
- Mauricio Pergelier (* 1951), Organist und Hochschullehrer
- Edmundo Warnke (* 1951), Leichtathlet
- Morris Tidball-Binz (* 1957), Arzt für Rechtsmedizin und Spezialist für Menschenrechte und humanitäre Arbeit
- María Ignacia Benítez (1958–2019), Politikerin und Umweltministerin Chiles
- Tom Araya (* 1961), Sänger und Bassist der Thrash-Metal-Band Slayer
- Jorge García (* 1961), Fußballspieler
- Elke Riesenkönig (* 1965), deutsche Ruderin
- Juan Carlos Guarda (* 1967), Fußballspieler
- Mario Salas (* 1967), Fußballspieler
- Sandra Vásquez de la Horra (* 1967), Künstlerin
- Luis Guarda (* 1968), Fußballspieler
- Beatriz Sánchez (* 1970), Journalistin und Politikerin
- Francisco Chahuán (* 1971), Politiker
- Carlos Toro (* 1976), Fußballspieler
- Moisés Villarroel (* 1976), Fußballspieler
- Jorge Ormeño (* 1977), Fußballspieler
- Sebastián González (* 1978), Fußballspieler
- Nicolás Massú (* 1979), Tennisspieler
- Álvaro Ormeño (* 1979), Fußballspieler
- Marco Oneto (* 1982), Handballspieler
- Marco Estrada (* 1983), Fußballspieler
- Alejandro Maureira (* 1983), Fußballspieler
- Gustavo Zamudio (* 1986), Fußballspieler
- Eugenio Mena (* 1988), Fußballspieler
- Fidel Córdova (* 1989), Fußballspieler
- José Huentelaf (* 1989), Fußballspieler
- Jean Cammas (* 1990), Jazzmusiker
- Sebastián Pérez (* 1990), Fußballspieler
- Jorge Romo (* 1990), Fußballspieler
- Cristóbal Saavedra Corvalán (* 1990), Tennisspieler
- Carolina Vargas (* 1990), Schauspielerin
- Nicolás Peñailillo (* 1991), Fußballspieler
- Gino Alucema (* 1992), Fußballspieler
- Douglas Estay (* 1992), Fußballspieler
- Felipe Ríos (* 1992), Tennisspieler
- Esteban Salinas Muñoz (* 1992), Handballspieler
- Diego Valencia (* 2000), Fußballspieler
- Lucas Cepeda (* 2002), Fußballspieler
- Mauricio Ojeda, zeitgenössischer Maler

ebenso:
- Los Jaivas, Folk/Rock-Musikgruppe